# Diecéze Syracuse
Diecéze Syracuse (latinsky Dioecesis Syracusensis) je římskokatolická diecéze sufragánní vůči Newyorské arcidiecézi. Její teritorium zahrnuje část státu New York, konkrétně okresy Broome, Chenango, Cortland, Madison, Oneida, Onondaga a Oswego. Katedrálou je Neposkvrněného Početí P. Marie v Syracuse.

## Stručná historie

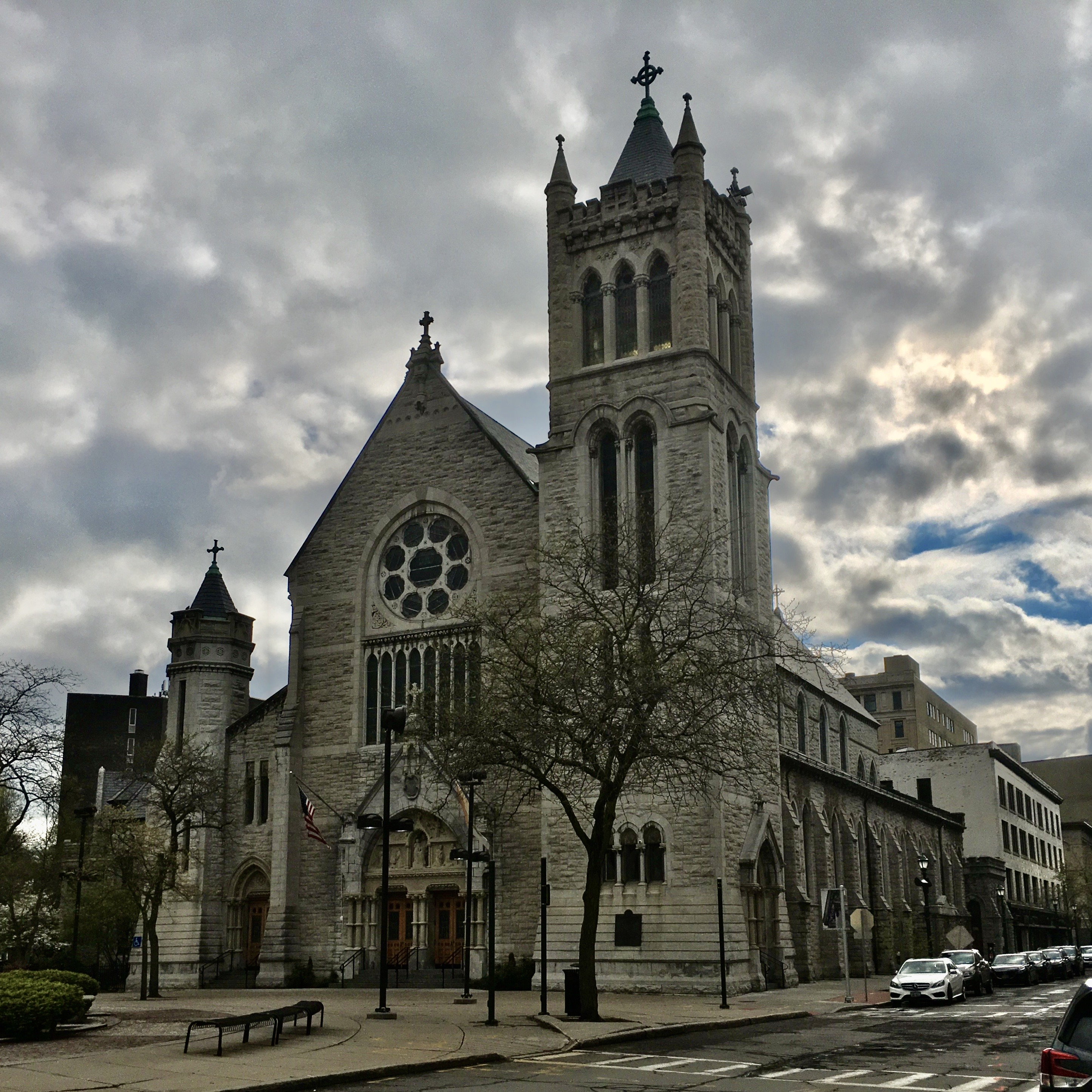
Katedrála Neposkvrněného Početí P. Marie v Syracuse.

Papež Lev XIII. dne 26. listopadu 1886 z diecéze Albany vyčlenil diecézi Syracuse sufragánní vůči Newyorské arcidiecézi.